# 塞吉爾堡
塞吉爾堡(阿拉伯语：‎)為摩洛哥傑巴拉地區的地中海沿岸小鎮，位於丹吉尔和休达之間，行政區劃上屬法希安杰拉省，根據2004年人口普查，該鎮人口為10,995人。。